# کارن گالستیان
کارن مکرتچی گالستیان (Կարեն Մկրտչի Գալուստյան؛ ) یک سیاستمدار اهل ارمنستان است که از تاریخ ۲۰ مه ۲۰۰۰ تا تاریخ ۴ دسامبر ۲۰۰۱ در دولت آندرانیک مارگاریان سمت وزیر انرژی ارمنستان را بر عهده داشت.